# 宇野輝雄
宇野 輝雄（うの てるお、1931年3月24日- 2017年2月13日）は日本の翻訳家。
千葉県夷隅郡大多喜町出身。1953年明治学院大学文学部英文科卒。

## 訳書
- 『25年』（ジヨゼフ・シヨルマー、朋文社） 1956
- 『やっとミゲルの番です』（ジョセフ・クラムゴールド、Jean Charlot絵、明文社） 1956
- 『完全主義者』（レイン・カウフマン、早川書房） 1959
- 『完全脱獄』（ジャック・フィニイ、早川書房） 1961、のち文庫
- 『地下洞』（アンドリュウ・ガーヴ、早川書房） 1961
- 『秘密指令 - ゾラヤ』（エドワード・S・アーロンズ、早川書房） 1962
- 『消された女』（リチャード・S・プラザー、早川書房） 1963
- 『おあつい女』（カーター・ブラウン、早川書房） 1963
- 『スキャンダルをまく女』（リチャード・S・プラザー、早川書房） 1963
- 『ウォルドー』（レイン・カウフマン、早川書房） 1964
- 『ニューヨークの野蛮人』（ノエル・クラッド、早川書房） 1964
- 『秘密指令 - 破滅』（エドワード・S・アーロンズ、早川書房） 1965
- 『再生の時』（クリフォード・D・シマック、早川書房、ハヤカワ・SF・シリーズ） 1965
- 『モンスター ドック・サヴェッジ』（ケネス・ロブスン、早川書房） 1966
- 『人形とキャレラ』（エド・マクベイン、早川書房） 1966、のち文庫
- 『ハニー貸します』（G・G・フィックリング、早川書房） 1966
- 『鏡の中の男』（フレデリック・エイヤー・ジュニア、早川書房） 1966
- 『いたずらアニーの秘密』（ジェーン・ヒンチマン、集英社、コバルト・ブックス） 1967
- 『殺人部隊』（ドナルド・ハミルトン、早川書房） 1967、のち文庫
- 『毛沢東』（ロバート・ペイン、角川文庫） 1967
- 『反死連盟』（キングズリイ・エイミス、早川書房） 1968
- 『ブラック・マネー』（ロス・マクドナルド、早川書房） 1968、のち文庫
- 『真夜中のカーボーイ（英語版）』（ジェイムズ・レオ・ハーリヒイ（英語版）、早川書房） 1969、のち文庫
- 『青い目の坊っちゃん』（ジョン・ストッカー、早川書房） 1969
- 『企業スパイ 機密防衛の戦略』（P・ハミルトン、ダイヤモンド社） 1969
- 『赤ちゃんはプロフェッショナル!』（レニー・エアース、早川書房） 1970
- 『燃える接吻』（ミッキー・スピレイン、早川書房） 1970、のち文庫
- 『鏡の間』（ロバート・ストーン、早川書房） 1972
- 『ボス シカゴ市長R・デイリー』（マイク・ロイコ、平凡社） 1973
- 『大いなる罠』（ドン・スミス、角川文庫） 1974
- 『10秒間の脱獄 裁きなき審判』（エリオット・アシノフ他、早川書房） 1978、のち文庫
- 『クーラー』（ジョージ・マークスタイン、角川書店） 1982
- 『教会で死んだ男』（アガサ・クリスティー、ハヤカワ・ミステリ文庫） 1982
- 『魔女の季節』（ジェイムズ・レオ・ハーリヒイ、早川書房） 1984
- 『ジョギング・ライフ 』（ブルース・タロウ、早川書房） 1986
- 『迎撃 メッサーシュミットを叩け!』（エルストン・トレバー、徳間文庫） 1989
- 『消された眠り 私立探偵ジョン・カディ』（ジェレマイア・ヒーリイ、早川書房） 1991
- 『富豪ガラティの陰謀』（ピーター・カニングハム、新潮文庫） 1994
- 『私立探偵』（ローレン・D・エスルマン、講談社文庫） 1996
- 『十二人の評決』【改訳版】（レイモンド・ポストゲート、早川書房） 1999
- 『欺き』（ローレン・D・エスルマン、講談社文庫） 2000
- 『迷宮課事件簿3 老女の深情け』（ロイ・ヴィカーズ、共訳、ハヤカワ・ミステリ文庫） 2004
- 『黒い山』（レックス・スタウト、早川書房） 2009

## 児童文学再話
- 『オズのまほう使い』（バウム、藤川秀之画、集英社、母と子の名作童話） 1974
- 『足ながおじさん』（ジーン・ウェブスター、美乃育え、集英社、マーガレット文庫、世界の名作） 1975
- 『おちゃめなパッティ』（ジーン・ウェブスター、集英社 マーガレット文庫、世界の名作） 1977
- 『たから島』（ロバート・ルイス・スティーブンソン、集英社、子どものための世界名作文学） 1978
- 『王さまの耳はろばの耳・ギリシア神話』（石倉欣二絵、集英社、こどものための世界名作童話） 1980
- 『アンクル・トムの小屋』（ハリエット・ビーチャー・ストウ、村上幸一絵、集英社、少年少女世界の名作） 1982